# Yves Le Foll
Pour les articles homonymes, voir Le Foll.
Yves Le Foll, né le 7 février 1912 à Pleyben (Finistère) et mort le 1er septembre 1998 à Saint-Brieuc (Côtes-d'Armor), est un homme politique français.

## Biographie
Né dans une famille de forgerons et maréchaux-ferrants des contreforts des Monts d'Arrée, pupille de la Nation, il entre à l'école normale d'instituteurs de Quimper (Finistère), puis intègre l'École normale supérieure de l'enseignement technique (ENSET, devenue ENS Cachan). Il est nommé professeur de mathématiques au lycée Curie de Saint-Brieuc où il occupe ensuite le poste de censeur (proviseur adjoint).
Militant politique anti-fasciste dès les années 1930, il est fait prisonnier en 1940. Refusant la politique algérienne de la SFIO, proche dès 1958 du Parti socialiste autonome, il rejoint, en 1960, le Parti socialiste unifié et Michel Rocard. Conseiller municipal de Saint-Brieuc en 1962 dans l'équipe d'Antoine Mazier, il lui succède dans son fauteuil de maire de 1965 à 1983. Conseiller général de 1970 à 1982 du canton de Saint-Brieuc-Sud, il est deux fois élu à la députation en 1967 et 1973, sur la première circonscription.
Homme de convictions, débatteur passionné, avocat du rapprochement franco-allemand, membre du Bureau régional d'études et d'information socialiste (Breis) aux côtés notamment de Charles Josselin, Louis Le Pensec, Francis Le Blé, Edmond Hervé. Maire engagé (Grève du Joint Français, 1972), il œuvre activement pour sa ville (nouveaux quartiers, plateau piétonnier, équipements sociaux et culturels) en la dotant en particulier d'un hôpital moderne qui porte aujourd'hui son nom.
En 1982 il reçoit la Légion d'honneur des mains de Michel Rocard.
En 1983, à l'âge de 70 ans, il renonce à tous ses mandats publics. Il se consacrera désormais à son passe-temps favori, la pêche, dans la baie de Bréhec (Plouha), non sans se passionner toujours en privé pour la politique.
Yves Le Foll et Jeanne Heydon son épouse, institutrice, ont eu quatre enfants.

## Mandats
Député
- 24 septembre 1967 - 30 mai 1968 : député des Côtes-du-Nord (PSU)
- 11 mars 1973 - 2 avril 1978 : député des Côtes-du-Nord (PSU)

Conseiller général
- 1970 - 1976 : membre du conseil général des Côtes-du-Nord
- 1976 - 1982 : membre du conseil général des Côtes-du-Nord

Conseiller municipal / Maire
- 1962 - 1964 : membre du conseil municipal de Saint-Brieuc (Côtes-du-Nord)
- 1965 - 1971 : maire de Saint-Brieuc
- 1971 - 1977 : maire de Saint-Brieuc
- 1977 - 1983 : maire de Saint-Brieuc